# Kékkút
Kékkút is een plaats (község) en gemeente in het Hongaarse comitaat Veszprém. Kékkút telt 74 inwoners (2001).

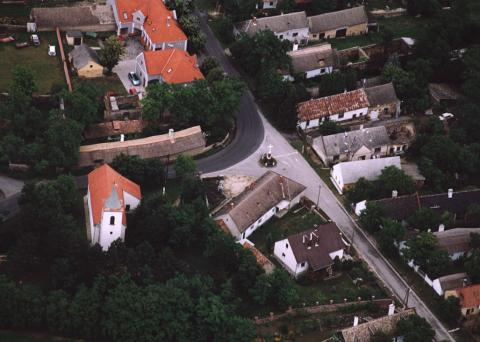
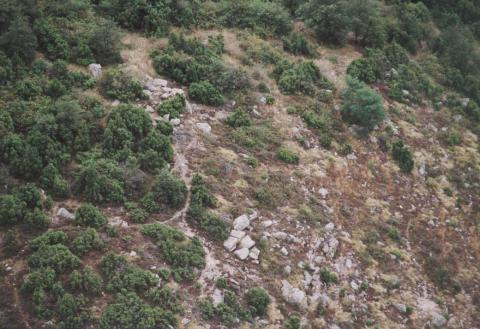
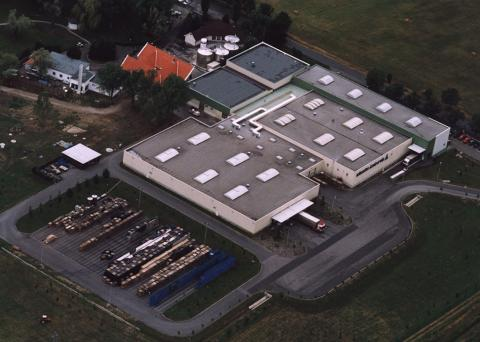